# Ріяд-паша
Ріяд-паша (араб. رياض باشا; 1836–1911) — єгипетський державний діяч, тричі обіймав посаду прем'єр-міністра.

## Життєпис
Походив з адизької родини. Ісмаїл-паша, виявивши неабиякі здібності Ріяда, надав йому одну з міністерських посад. Хедив Ізмаїл також призначив Ріяда на один з міністерських постів першого уряду конституційної монархії, що народилась у Єгипті 1878 року. Упродовж кількох місяців Ріяд займав пост міністра внутрішніх справ. Коли Ізмаїл розпустив уряд та спробував відновити автократичне правління, Ріяд був змушений залишити країну.
Після повалення Ізмаїла під тиском британських і французьких кредиторів, у червні 1879 року, Ріяд сформував перший уряд хедива Тауфіка.
Після виходу у відставку він не брав участі у політичному житті Єгипту до 1888 року, коли у відставку з посту глави уряду пішов Нубар-паша. Під час свого другого терміну на посту прем'єр-міністра Ріяд співпрацював з сером Івліном Берінгом, британським агентом. Як результат, прем'єр мав значні успіхи у проведенні багатьох реформ, зокрема щодо ліквідації примусової праці тощо.
У січні 1893 Ріяд знову очолив уряд за хедива Аббаса II, але вже за рік пішов у відставку, пославшись на погіршення стану здоров'я.